# Madeleine Vernet
Madeleine Vernet est le pseudonyme de Madeleine Eugénie Cavelier, née le 3 septembre 1878 au Houlme et morte le 5 octobre 1949 à Levallois-Perret, éducatrice, écrivaine, et militante pacifiste libertaire française.

## Biographie

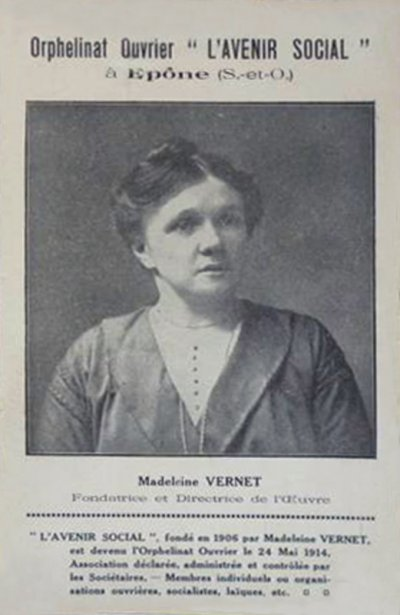
Carte postale de l’orphelinat ouvrier L’Avenir Social créé par Madeleine Vernet.

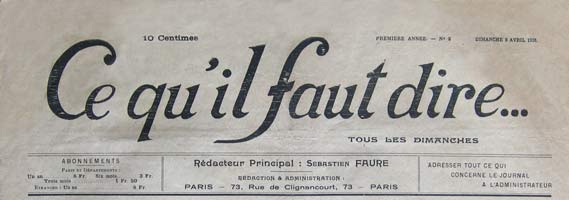
La manchette de Ce qu'il faut dire du 2 avril 1916.

Madeleine Eugénie Clémentine Victoria Cavelier est la fille de Pascal Frédéric Jean Baptiste Cavelier, jardinier, et d'Amélie Eugénie Blondel.
Elle passe son enfance à Barentin où ses parents ont acheté un petit commerce. Quand sa mère devient veuve, elle s’installe à Pissy-Pôville et, pour survivre, accueille quatre fillettes de l’Assistance Publique. Cette situation décidera de la vocation d’éducatrice de Madeleine Vernet. Elle écrit bientôt des articles dans Pages libres, le journal de Charles Guieysse, où elle s’insurge contre les abus dont sont victimes les enfants de l’Assistance. En représailles, les fillettes seront retirées à sa mère.
Madeleine Vernet qui n’a pas réussi à créer l’orphelinat de ses rêves en Normandie, part pour Paris, où elle exerce le métier de comptable. Elle entreprend des démarches auprès de journalistes, de syndicalistes, se lie avec les milieux libertaires, rencontre Georges Yvetot, Marcel Sembat, Albert Thomas, et en 1906, fonde à Neuilly-Plaisance (déplacé ensuite à Épône) l’orphelinat L'Avenir social avec Jean Louis Tribier, qu’elle épousera le 12 octobre 1909 à Épône.
Elle collabore au Libertaire, aux Temps nouveaux (elle s’y oppose au néo-malthusianisme), publie des brochures, des poésies, des romans, devient conférencière, soutenue, malgré leurs désaccords, par des féministes comme Nelly Roussel et Marie Bonnevial.
Pendant la Première Guerre mondiale, elle déploie une grande activité pacifiste, accueille le fils de Marie Mayoux et François Mayoux, instituteurs en Charente emprisonnés pour antimilitarisme, défend Hélène Brion, collabore à Ce qu'il faut dire, le journal de Sébastien Faure, à Mère éducatrice, puis participe à la fondation de la Ligue des femmes contre la guerre.
En 1922, les communistes sont majoritaires au conseil d'administration de l’orphelinat et Madeleine Vernet doit bientôt abandonner son poste de directrice. L’orphelinat deviendra L'Orphelinat ouvrier, installé à La Vilette-ès-Aulne jusqu'en 1938.

### Projet de loi Paul Boncour de 1927
Le 7 mars 1927, la Chambre des députés vote, à 500 contre 31, un projet de loi qui prévoit la mobilisation en temps de guerre « de tous les Français, sans distinction d’âge ni de sexe. » Pour la première fois en France, une mobilisation (non-combattante) féminine est envisagée.
Madeleine Vernet s’insurge :

« Alors qu’on a pu faire la démonstration que toute guerre était une défaite, même pour les victorieux, que la force violente restait inopérante pour assurer la paix, nos hommes politiques ne trouvent rien de mieux que d’organiser la guerre en mobilisant toutes les forces vives du pays. Désormais, du berceau à la tombe, le devoir de tout Français sera d’être « un bon soldat ». »

Elle distingue deux types de féministes. Elle appartient à la seconde et Hélène Brion à la première.

« D’une part, il y a les féministes-suffragistes qui déclarent : « Nous repoussons la loi parce qu’on ne nous accorde pas nos droits politiques. N’étant pas citoyennes, nous n’avons pas à être soldats ! » Cela revient à peu près à dire que ces féministes accepteraient d’être militarisées si on les déclarait électeurs. D’autre part, il y a les féministes pacifistes et antimilitaristes qui déclarent ne pas vouloir payer leur bulletin de vote de l’obligation de tuer. »

— Madeleine Vernet, « Comment la France prépare le désarmement », La Mère Éducatrice, n° 2-3, février-mars 1927, cité par Marie-Michèle Doucet, « Les femmes pacifistes et les parlementaires français : l’exemple du projet de loi Paul-Boncour de 1927 », Parlement[s], Revue d'histoire politique, n° 26, 2017/2, p. 107-123.
Elle fonde en 1927 le journal La Volonté de paix qui paraîtra jusqu’en 1936, date à laquelle il fut interdit après le procès de Louis Tribier pour activités antimilitaristes.
En 1935, elle siège au comité directeur de la Ligue internationale des combattants de la paix.
Elle meurt le 5 octobre 1949 à Levallois-Perret et est enterrée dans le cimetière de Barentin.

## Œuvres
- L'Avenir social, société philanthropique d'éducation mixte et laïque, 1906.
- Être mère !, Le Libertaire, no 45, 8 au 15 septembre 1907[6].
- L'Avenir social : cinq années d'expérience éducative 1906-1911, préfaces de Marcel Sembat et Marie Bonnevial, Épone, Édition de L'Avenir social, 1911.
- Les Sans-famille du prolétariat organisé, préfaces d'Albert Thomas et Georges Yvetot, Epône, l'Avenir Social, 1911
- Le Problème de l'alcoolisme, La Rénovatrice, 1913
- Une Belle Conscience et une sombre affaire brochure clandestine consacrée en 1917 à Hélène Brion - Extraits en ligne : extraits
- L'Amour libre, Édition de L'Avenir social, 1920, (OCLC 489701844).
- Anthologie populaire. Choix de poésies sociales et philosophiques des auteurs classiques, modernes et contemporains présentées par Madeleine Vernet. Volume 1. Pages contre la guerre, Epône, éditions de l'Avenir social, 1921
- Tous les métiers, pièce-revue en 1 acte sur des chansons de Maurice Bouchor, Épone, Éditions de L'Avenir social, 1921
- Le Rameau d'olivier, contes pour la paix, préface de Félicien Challaye, images et dessins de Sarah Menant, Levallois-Perret, Éditions de La Mère éducatrice, 1929
- De l'objection de conscience au désarmement, les thèses de la volonté de paix, Levallois-Perret, Éditions de La Volonté de paix, 1930, (OCLC 458503492).
- La Nouvelle Équipe, roman de la guerre et de la paix    (Wikisource), Levallois-Perret, Éditions de La Mère éducatrice, 1931
- L'Arc-en-ciel, contes pour la réconciliation, préface de Michel Corday, illustrations de Pierre Rossi, avec 2 estampes de Rouen de H. Madelaine, Levallois-Perret, Éditions de La Mère éducatrice, 1933
- Maître Calvet, roman du terroir normand, Rouen, H. Defontaine, 1937
- Agar et Ismaël, Mignolet, 1939
- Poèmes de l'éternelle amante, Rouen, les Amis de M. Vernet, 1946
- Célestin Planchout, roman, Rouen, 1947

### Articles
- Une question à Mme Madeleine Pelletier, Le Libertaire, 28 juillet 1908, texte intégral.
- Elle contribue à l'Encyclopédie anarchiste, initiée par Sébastien Faure, publiée en quatre volumes, entre 1925 et 1934[7]

### Sources
- Olivier Postel-Vinay, « À LEVALLOIS-PERRET : une vieille dame digne », Le Monde, 26 février 1976 [lire en ligne]
- Geneviève Fraisse, Les Cahiers du Grif, no 14-15, 1976, p. 34-38.

### Notices
- Dictionnaire des anarchistes, « Le Maitron » : notice biographique.
- Dictionnaire international des militants anarchistes : notice biographique.
- Dictionnaire biographique, mouvement ouvrier, mouvement social : notice biographique.
- L'Éphéméride anarchiste : notice biographique.
- Fédération internationale des centres d'études et de documentation libertaires : carte postale.
- Christine Bard (dir.), Dictionnaire des féministes : France, XVIIIe – XXIe siècle, Paris, Presses universitaires de France, 2017,  (ISBN 978-2-13-078720-4), [lire en ligne].